# Eucalyptus
Eucalyptus is een geslacht uit de mirtefamilie (Myrtaceae). De struiken en bomen komen van oorsprong voor in Australië en aangrenzende gebieden. Joseph Banks nam enkele exemplaren mee naar Europa op de expeditie van James Cook.
Afhankelijk van de omschrijving van het geslacht (zie ook Corymbia) wisselt ook het aantal soorten. In de ruime zin zijn er meer dan 600 verschillende soorten. In hun oorsprongsgebied vormen ze de overheersende loofbomen.
Bosbranden komen veel voor in Australische landschappen en veel soorten Eucalyptus hebben zich daaraan aangepast. Deze soorten ontspruiten weer na een brand of hebben zaden die een brand kunnen overleven.
Een aantal soorten wordt in andere subtropische en tropische landen aangeplant voor de houtindustrie: dit zijn vaak snelle groeiers. Het hout wordt onder andere gebruikt voor de vervaardiging van papier en als brandhout. Afhankelijk van de soort (en groeiplaats) wordt het hout ook voor hoogwaardige toepassingen gebruikt; niet alle soorten reageren even (on)gunstig op verandering van de relatieve luchtvochtigheid. Snel groeiende soorten onttrekken veel water aan de bodem. Om de malariamug te bestrijden worden ze soms aangeplant in moerassige gebieden.
In Europa wordt eucalyptus aangeplant in het Middellandse Zeegebied. Ook aan de westkust van Engeland en Schotland kan de boom overleven, maar slechts enkele soorten zijn wintervast. De meest winterharde soort en dus het meest geschikt voor ons klimaat is de Eucalyptus gunnii. Deze boom kan vorst verdragen tot -12 °C in een pot. In de volle grond kan hij tot -17 °C verdragen. Bij vorst is het raadzaam de boom in te pakken met vliesdoek.

## Eucalyptusolie
Uit diverse eucalyptussoorten wordt aromatische olie gewonnen, die eucalyptol bevat. De olie wordt uit de bladeren gehaald en wordt gebruikt voor inhalatie bij verkoudheid om de luchtwegen vrij te maken. Vooral bij temperaturen van meer dan 30 °C is deze olie erg brandbaar en vaak de oorzaak van hevige bosbranden. De twee belangrijkste soorten waaruit de olie gewonnen wordt, zijn Eucalyptus globulus en Eucalyptus odorata.

## Soorten
De volgende soorten worden in een apart artikel behandeld:
- Blauwe gomboom (Eucalyptus globulus)
- Cidergomboom (Eucalyptus gunnii)
- Jarrah (Eucalyptus marginata)
- Karri (Eucalyptus diversicolor)
- Suikereucalyptus (Eucalyptus viminalis)
- Wandoo (Eucalyptus wandoo)
- Eucalyptus brevistylis
- Eucalyptus camaldulensis
- Eucalyptus gomphocephala
- Eucalyptus guilfoylei
- Eucalyptus jacksonii
- Eucalyptus loxophleba
- Eucalyptus rudis

## Gebruik bij deAborigines
De Nyungah Aborigines gebruikten de bladeren van alle eucalyptusbomen in het zuidwesten van Australië als medicijn. Ze werden geplet tot een antibacteriële pap. Ze werden ook gebruikt in stoomputten of verkreukeld en onder de neus gehouden. De gom werd geplet tot zalf voor ontstekingen. Ze werd ook gegeten om dysenterie te milderen.
De schors van sommige bomen werd gebruikt als dakbedekking op tijdelijke schuilplaatsen. De bladeren werden gebruikt als onderlaag om op te slapen.
... · 
E. brevistylis · 
E. camaldulensis · 
E. diversicolor (Karri) · 
E. erythrocorys · 
E. eudesmioides · 
E. globulus (Blauwe gomboom) · 
E. gomphocephala · 
E. guilfoylei · 
E. gunnii (Cidergomboom) · 
E. jacksonii · 
E. loxophleba · 
E. marginata (Jarrah) · 
E. rudis · 
E. viminalis (Suikereucalyptus) · 
E. wandoo (Wandoo) · 
...
... · 
Acmena · 
Actinodium · 
Agonis · 
Allosyncarpia · 
Aluta · 
Angophora · 
Astartea · 
Astus · 
Babingtonia · 
Baeckea · 
Callistemom · 
Calytrix · 
Chamelaucium · 
Corymbia · 
Corynanthera · 
Cyathostemon · 
Darwinia · 
Enekbatus · 
Ericomyrtus · 
Eucalyptus (Eucalyptus) · 
Eugenia · 
Euryomyrtus · 
Feijoa · 
Homalocalyx · 
Homoranthus · 
Hypocalymma · 
Lamarchea · 
Leptospermum · 
Lophomyrtus · 
Malleostemon · 
Metrosideros · 
Micromyrtus · 
Myrceugenia · 
Myrciaria · 
Myrtus (Mirte) · 
Ochrosperma · 
Osbornia · 
Pileanthus · 
Pimenta · 
Psidium · 
Rinzia · 
Sannantha · 
Scholtzia · 
Syzygium · 
Thryptomene · 
Triplarina · 
Tristaniopsis · 
Verticordia · 
Waterhousea · 
Xanthostemon · 
...